# Megrelština
Megrelština (též mingrelština, gruzínsky megreluri, dříve odišuri) je zanský jazyk, kterým hovoří Megrelové. Je rozšířen převážně na území Samegrelo (Megrelie), jednoho z regionů Gruzie.

## Klasifikace
Megrelština patří mezi kartvelské jazyky. Genealogicky nejblíže má k lazštině.

## Sociální status
U většiny Megrelů panuje diglosie: postavení vyššího jazyka zaujímá gruzínština, oproti které je megrelština užívána především v neformální komunikaci a spíše v ústní podobě.
Výjimku tvoří např. periodikum Gal (dle stejnojmenného abchazského města, ve kterém vychází). Uveřejňuje texty psané nejen abchazsky a rusky, ale také megrelsky.
Přesnější počet mluvčích megrelštiny je obtížné určit.

## Morfologie
Megrelština má dvě gramatická čísla: jednotné a množné (značené sufixem -ep po kmeni před pádovou koncovkou). S dalšími kartvelskými jazyky sdílí absenci gramatického rodu.
Pro tento jazyk se uvádí devět pádů: nominativ, ergativ, genitiv, dativ, benefaktiv, ablativ, lativ, adverbiál, instrumentál. Některé klasifikace považují benefaktiv, lativ a adverbiál za jeden pád s různými funkcemi, předpokládají tedy nejspíše společný původ koncovek těchto pádů.
Nominativní tvary též mohou sloužit ve vokativní funkcí, výjimečně jsou doplněny částicí o před jménem.

## Příklady

### Číslovky
| Megrelsky | Transliterace | Česky |
| ართი      | arthi         | jeden |
| ჟირ       | žir           | dva   |
| სუმ       | sum           | tři   |
| ოთხ       | otch          | čtyři |
| ხუთ       | chuth         | pět   |
| ამშვ      | amšv          | šest  |
| შქვითი    | škhvithi      | sedm  |
| ბრუო      | bruo          | osm   |
| ჩქორო     | čhkhoro       | devět |
| ვით       | vith          | deset |

## Užitečné fráze
| Megrelsky   | Česky        |
| Che gotana! | Dobré ráno!  |
| Gomordzgua! | Dobrý den!   |
| Jgir ser!   | Dobrý večer! |
| Jgir rul!   | Dobrou noc!  |
| Mu ambe?    | Jak se máš?  |
| Jgir!       | Dobře!       |